# Godzilla đại chiến Kong
Godzilla đại chiến Kong (tựa gốc tiếng Anh: Godzilla vs. Kong) là phim điện ảnh quái vật của Mỹ năm 2021 do Adam Wingard đạo diễn. Đây là phần tiếp theo của Chúa tể Godzilla (2019) và Kong: Đảo Đầu lâu (2017), đồng thời cũng là phim điện ảnh thứ tư trong vũ trụ điện ảnh MonsterVerse của hãng Legendary. Godzilla đại chiến Kong cũng là phim điện ảnh thứ thứ 36 trong loạt phim Godzilla, phim điện ảnh thứ 12 trong loạt phim King Kong và phim điện ảnh thứ tư về quái vật Godzilla do một hãng phim Hollywood chịu trách nhiệm sản xuất. Phim có sự tham gia diễn xuất của Alexander Skarsgård, Millie Bobby Brown, Rebecca Hall, Brian Tyree Henry, Oguri Shun, Eiza González, Julian Dennison, Kyle Chandler và Demián Bichir. Trong tác phẩm, hai quái vật Kong và Godzilla đã đụng độ nhau sau khi Kong bị con người dụ tiến vào Trái Đất rỗng để tìm kiếm nguồn năng lượng làm vũ khí ngăn chặn những cơn thịnh nộ bí ẩn của Godzilla.
Dự án Godzilla đại chiến Kong được xác nhận vào tháng 10 năm 2015 khi hãng Legendary công bố kế hoạch về một vũ trụ điện ảnh chung giữa Godzilla và King Kong. Nhóm biên kịch của tác phẩm được thành lập vào tháng 3 năm 2017, còn Wingard được xác nhận đảm nhiệm vị trí đạo diễn vào tháng 5 năm 2017. Quá trình quay phim chính bắt đầu vào tháng 11 năm 2018 tại Hawaii, Úc và Hồng Kông, và kết thúc vào tháng 4 năm 2019.
Sau khi bị trì hoãn công chiếu từ tháng 11 năm 2020 do những ảnh hưởng của đại dịch COVID-19, Godzilla đại chiến Kong chính thức được công chiếu toàn cầu tại các rạp chiếu vào ngày 24 tháng 3 năm 2021 và tại thị trường Việt Nam vào ngày 26 tháng 3 năm 2021. Tại thị trường Mỹ, phim công chiếu đồng thời tại các rạp chiếu cũng như trên nền tảng HBO Max từ ngày 31 tháng 3 năm 2021. Tác phẩm nhận được nhiều lời khen ngợi từ các nhà chuyên môn, đặc biệt cho phần kỹ xảo hình ảnh và phần hành động mãn nhãn, tuy nhiên cũng bị chỉ trích về quá trình phát triển các nhân vật con người thiếu tính đột phá. Godzilla đại chiến Kong đã thu về 441 triệu USD trên toàn cầu so với kinh phí sản xuất trong khoảng 155–200 triệu USD và điểm hòa vốn ở mức 330 triệu USD, khiến tác phẩm trở thành phim điện ảnh có doanh thu cao thứ ba trong năm 2021. Phim cũng là tác phẩm ra mắt thành công nhất trong lịch sử nền tảng xem phim trực tuyến HBO Max tại thời điểm phát hành.

## Nội dung
5 năm sau khi Godzilla giết kẻ thù ngoài Trái Đất Ghidorah, Godzilla và Kong hiện là những Titan cuối cùng còn hoạt động trên bề mặt Trái Đất nếu không kể Rodan. Ở Đảo Đầu Lâu, khí hậu đã mất ổn định,cơn bão ở ngoài đảo đã đi chuyển vào trong đảo, giết tất cả người Iwi. Giờ đây, Monarch theo dõi Kong, hiện đang cư trú trong một mái vòm khổng lồ. Kong được ghé thăm bởi Jia, người bản địa Iwi cuối cùng và là con gái nuôi của Ilene Andrews, cô bé bị điếc và có thể giao tiếp với Kong qua ngôn ngữ ký hiệu.
Bernie Hayes, một cựu nhân viên của tập đoàn Apex Cybernetics và là người dẫn chương trình podcast về thuyết âm mưu Titan, trích xuất thông tin cho thấy các hoạt động mờ ám tại 1 cơ sở của Apex Pensacola, Florida. Tuy nhiên, Godzilla bất ngờ tấn công cơ sở trong cơn thịnh nộ. Trong đống đổ nát, Bernie phát hiện ra một thiết bị giống ORCA, trước đây được sử dụng để liên lạc hoặc điều khiển các Titan. Madison Russell, một người hâm mộ podcast của Bernie, mời bạn của cô ấy là Josh để điều tra nguyên nhân vụ tấn công của Godzilla. Họ cùng nhau tìm Bernie và lẻn vào căn cứ Apex đổ nát, khám phá ra một cơ sở bí mật nằm sâu dưới lòng đất. Họ vô tình bị nhốt và vận chuyển trong một chiếc container chở trứng Skullcrawler (động vật khổng lồ thuộc loài bò sát hai chân đã được Monarch phát hiện trước đây ở Đảo Đầu Lâu) qua một đường hầm ngầm đến Hồng Kông. Ở đó, họ vô tình kẹt trong một cuộc thử nghiệm của Mechagodzilla, một phiên bản cơ học của Godzilla, bằng thần giao cách cảm được điều khiển bởi Ren Serizawa, con trai của Ishirō Serizawa quá cố, thông qua mạng lưới thần kinh của Ghidorah bắt nguồn từ một cái đầu bị cắt rời mà Apex đã tìm cách lấy lại được. Thử nghiệm bị cắt ngắn do hạn chế của nguồn điện.
Trước đó, giám đốc điều hành Apex là Walter Simmons đã tuyển dụng Nathan Lind, một nhà khoa học cũ của Monarch trở thành nhà lý thuyết về Trái Đất rỗng, như một hướng dẫn viên tìm kiếm nguồn năng lượng mới trong Trái Đất Rỗng. Nathan đến Đảo Đầu Lâu và gặp Ilene, thuyết phục cô để Kong dẫn họ tới Trái Đất Rỗng. Nathan, Ilene, và một đội Apex do con gái của Walter là Maya dẫn đầu lên một chiếc sà lan đã được sửa đổi với Kong bị xích và dùng thuốc an thần nhẹ. Godzilla tấn công đoàn tàu giữa hành trình và đánh bại Kong, nhưng chỉ rút lui sau khi các con tàu vô hiệu hóa nguồn điện và lừa nó nghĩ rằng họ đã bị tiêu diệt. Nhận thấy rằng Godzilla sẽ tiếp tục tìm đến Kong nếu nó coi Kong là một mối đe dọa, họ thay đổi kế hoạch và vận chuyển Kong bằng trực thăng đến một điểm vào Trái Đất Rỗng ở Nam Cực. Jia thuyết phục Kong đi vào đường hầm và cả nhóm đi theo nó bằng phi thuyền chuyên dụng.
Bên trong Trái Đất Rỗng, họ tìm thấy một hệ sinh thái tương tự như Đảo Đầu Lâu. Sau khi đi qua nhiều cảnh quan và chạm trán với bầy rắn bay Warbat, Kong và nhóm khám phá phòng ngai vàng của tổ tiên loài Kong mô tả cuộc chiến cổ đại với đồng loại của Godzilla; họ cũng tìm thấy một chiếc rìu phát sáng làm từ gai lưng của một cá thểGodzilla khác. Khi họ tìm thấy nguồn năng lượng, Kong phát hiện ra rằng nó cũng có thể sạc lại chiếc rìu. Nhóm Apex gửi tín hiệu của nguồn năng lượng trở lại căn cứ của họ ở Hồng Kông, nhưng Godzilla, cảm nhận được năng lượng, đã đổ bộ vào Hồng Kông và dùng hơi thở nguyên tử bắn 1 lỗ trực tiếp vào phòng ngai vàng xuyên qua Trái Đất Rỗng. Kong kháng lại hơi thở nguyên tử và cuộc tấn công sau đó của các sinh vật Trái Đất Rỗng tên Hellhawk, nhưng Maya và những người còn lại trong đội Apex đã bị giết. Kong và những người sống sót trốn thoát qua lỗ đến Hồng Kông, nơi Godzilla và Kong chiến đấu một lần nữa. Mặc dù thực tế là chiếc rìu mới của Kong miễn nhiễm với hơi thở nguyên tử, nhưng Godzilla lại chiến thắng và làm Kong bất tỉnh.
Trong căn cứ Apex, Ren có cảnh báo Walter rằng họ chưa thử nghiệm nguồn năng lượng mới từ Trái Đất Rỗng, vì lo sợ hậu quả khôn lường. Tuy nhiên, Walter phớt lờ lời cầu xin của anh ta và ra lệnh cho anh ta kích hoạt Mechagodzilla. Bernie, Madison và Josh bị đội an ninh bắt và đưa đến chỗ Walter. Mechagodzilla mất kiểm soát dưới tác động của nguồn năng lượng và mạng lưới thần kinh của Ghidorah, và Ren bị điện giật chết. Mechagodzilla, nay bị chiếm hữu bởi ý thức của Ghidorah, thức tỉnh và giết Walter, sau đó xuất hiện từ chân núi Victoria Peak và tấn công Hồng Kông. Godzilla liền lao vào chiến đấu nhưng bị áp đảo trước sức mạnh của Mechagodzilla. Nhóm của Nathan quyết định hồi phục cho Kong, và Jia thuyết phục nó giúp Godzilla. Kong cứu sống Godzilla, nhưng Mechagodzilla áp đảo cả hai Titan. Josh gây chạm mạch bảng điều khiển của Mechagodzilla với bình rượu của Bernie, khiến robot bị đình trệ và cho Godzilla và Kong thời gian để hồi phục. Godzilla nạp năng lượng cho chiếc rìu bằng hơi thở nguyên tử của mình, làm tăng sức mạnh của nó và cho phép Kong chặt đầu và phá hủy Mechagodzilla. Madison, Bernie và Josh đoàn tụ với Mark Russell. Godzilla cho rằng Kong xứng đáng, giao lại Trái Đất Rỗng cho nó và ra đi trong hòa bình. Một thời gian sau, Ilene, Nathan và Jia tiếp tục theo dõi Kong, lúc này đang cai trị Trái Đất Rỗng.

## Diễn viên
- Alexander Skarsgård vai Tiến sĩ Nathan Lind
- Millie Bobby Brown vai Madison Russell
- Rebecca Hall vai Tiến sĩ Ilene Andrews
- Brian Tyree Henry vai Bernie Hayes
- Shun Oguri vai Ren Serizawa
- Eiza González vai Maia Simmons
- Julian Dennison vai Josh Valentine
- Lance Reddick vai Guillermin
- Kyle Chandler vai Tiến sĩ Mark Russell
- Demián Bichir vai Walter Simmons
- Kaylee Hottle vai Jia

Ngoài ra, dàn diễn viên trong phim còn có Hakeem Kae-Kazim trong vai Admiral Wilcox, Ronny Chieng trong vai Jay Wayne, John Pirruccello trong vai Horace và Chris Chalk trong vai Ben. Nhà giám sát hoạt hình Eric Petey đảm nhiệm vai Kong thông qua kỹ thuật ghi hình chuuyển động gương mặt và diễn xuất. Hai nữ diễn viênChương Tử Di và Jessica Henwick đều được tuyển vai nhưng lại không xuất hiện trong bản cắt cuối cùng của phim, trong đó Chương Tử Di tiếp tục thể hiện vai diễn của cô từ phần phim Chúa tể Godzilla.

## Sản xuất
Vào tháng 9 năm 2015, Legendary đã chuyển Kong: Đảo Đầu lâu từ Universal sang Warner Bros., điều này đã làm dấy lên những đồn đoán của giới truyền thông rằng Godzilla và King Kong sẽ xuất hiện trong một bộ phim cùng nhau. Vào tháng 10 năm 2015, Legendary xác nhận rằng họ sẽ hợp nhất Godzilla và King Kong trong Godzilla đại chiến Kong, tại thời điểm được nhắm mục tiêu phát hành vào ngày 29 tháng 5 năm 2020. Huyền thoại có kế hoạch tạo ra một thương hiệu điện ảnh chia sẻ "tập trung quanh Monarch", "kết hợp Godzilla và Legendary King Kong trong một hệ sinh thái của các siêu loài khổng lồ khác, cả cổ điển và mới."
Vào tháng 7 năm 2017, Wingard đã nói về phác thảo được tạo ra bởi phòng nhà văn, nói rằng: "Chúng tôi sẽ rất chi tiết thông qua tất cả các nhân vật, các cung mà họ có, họ liên quan với nhau như thế nào và quan trọng nhất là họ liên quan đến nhau như thế nào những con quái vật và cách những con quái vật liên quan đến chúng hoặc phản ánh chúng. "Anh ấy cũng tuyên bố rằng anh ấy và nhóm của anh ấy sẽ "đánh bại theo nhịp" trên bản phác thảo, nói rằng "Vì vậy, một lần nữa, đó là một cuộc thảo luận và về việc làm thế nào để làm cho nó mạnh nhất có thể.

## Phát hành

### Quảng bá
Vào tháng 5 năm 2019, poster quảng cáo một tờ đầu tiên đã được tiết lộ tại Hội chợ cấp phép. Vào tháng 6 năm 2019, Warner Bros đã sàng lọc một cái nhìn sớm cho các nhà triển lãm châu Âu tại CineEurope.

### Chiếu rạp và dịch vụ trực tuyến
Godzilla đại chiến Kong được khởi chiếu tại các thị trường quốc tế bắt đầu từ ngày 24 tháng 3 năm 2021. Phim được phát hành tại Hoa Kỳ vào ngày 31 tháng 3 đồng thời tại các rạp chiếu và trên nền tảng HBO Max độc quyền trong một tháng. Tác phẩm dự kiến được hãng Toho phát hành tại Nhật Bản vào ngày 14 tháng 5 năm 2021, tuy nhiên, hãng này đã thông báo vào ngày 30 tháng 4 năm 2021 rằng lịch công chiếu của phim tại Nhật Bản đã bị hoãn vô thời hạn do những ảnh hưởng của đại dịch COVID-19 tại quốc gia này. Sau khi mở cửa kinh doanh trở lại vào ngày 2 tháng 4 năm 2021, chuỗi rạp chiếu phim Regal Cinemas đã cho công chiếu Godzilla đại chiến Kong với số suất chiếu hạn chế. Cũng vì đại dịch COVID-19, Godzilla đại chiến Kong đã bị hoãn lịch chiếu nhiều lần, trước đó dự kiến ra mắt vào năm 2020 lần lượt vào ngày 13 tháng 3, ngày 22 tháng 5, ngày 29 tháng 5, ngày 20 tháng 11, và sau đó bị đẩy sang ngày 21 tháng 5 năm 2021. Tháng 2 năm 2020, hãng Warner Bros. đã tổ chức một buổi chiếu thử bí mật và nhận về nhiều phản hồi "chủ yếu là tích cực".
Tháng 11 năm 2020, The Hollywood Reporter xác nhận rằng Godzilla đại chiến Kong đang được xem xét để phát hành trên nền tảng trực tuyến. Netflix đã đề nghị mua bản quyền tác phẩm với giá 200–250 triệu USD, tuy nhiên WarnerMedia đã từ chối đề nghị này để phát hành phim trên HBO Max. Mặc dù vậy, Warner Bros. vẫn giữ nguyên kế hoạch phát hành phim tại các rạp chiếu. Giám đốc điều hành WarnerMedia Jason Kilar và chủ tịch Warner Bros. Ann Sarnoff đã cân nhắc nhiều lựa chọn khác nhau, trong đó bao gồm lựa chọn phát hành bộ phim đồng thời tại rạp và trên nền tảng trực tuyến, một chiến lược mà Warner Bros. từng thực hiện với Wonder Woman 1984: Nữ thần chiến binh. Tháng 12 năm 2020, Warner Bros. đưa ra thông báo rằng Godzilla đại chiến Kong cùng với các phim điện ảnh dự kiến chiếu rạp khác trong năm 2021 của hãng sẽ được phát hành song song tại rạp phim và trên HBO Max, trong đó quyền stream trực tuyến trên HBO Max được giới hạn trong vòng một tháng.
Cũng trong tháng 12 năm 2020, Variety và Deadline Hollywood cho biết hãng Legendary Entertainment cùng các nhà tài chính đều không hài lòng với kế hoạch phát hành phim nhiều lần và những dự định không minh bạch của WarnerMedia. Legendary không được thông báo trước về quyết định phát hành nhiều lần cũng như không hề được đưa ra ý kiến về cách phân phối hai tác phẩm Dune và Godzilla đại chiến Kong. Hãng phim đã lên kế hoạch thương thảo với Warner Bros. về một "thỏa thuận hào phóng" hơn, tuy nhiên một hành động pháp lý đã được xem xét. Vài tuần sau đó, Deadline cho biết bộ phim có thể được tiếp tục phát hành HBO Max chỉ khi Warner Bros thực hiện thỏa thuận với Legendary và sử dụng mức giá 250 triệu USD mà Netflix đã đề xuất trước đó làm giá cơ sở. Tháng 1 năm 2021, The Hollywood Reporter tiết lộ rằng cuộc chiến pháp lý đã dừng lại do Legendary và WarnerMedia đã đạt được thỏa thuận giữ nguyên phương thức phát hành song song của bộ phim.

## Đón nhận

### Lượt xem trực tuyến
Sau dịp cuối tuần ra mắt, hãng Warner Bros. cho biết Godzilla đại chiến Kong có "lượng khán giả xem phim lớn hơn bất kỳ phim điện ảnh hay phim truyền hình nào trên HBO Max kể từ khi [nền tảng này] ra mắt." Samba TV cũng báo cáo rằng 3,6 triệu hộ gia đình ở Hoa Kỳ đã xem ít nhất 5 phút đầu tiên của bộ phim trong khoảng thời gian từ ngày 31 tháng 3 đến ngày 4 tháng 4 năm 2021, trong khi đó con số này ở Anh Quốc là 225.000 người.

### Doanh thu phòng vé
Godzilla đại chiến Kong thu về 99,4 triệu USD chỉ tính riêng tại thị trường Mỹ và Canada và 342,3 triệu USD tại các quốc gia và vùng lãnh thổ khác, đưa tổng mức doanh thu toàn cầu lên tới 441,7 triệu USD. Variety tính toán phim cần vượt mốc doanh thu 330 triệu USD để đạt điểm hòa vốn, trong khi đó Deadline Hollywood ước tính tác phẩm sẽ đạt mức lợi nhuận ròng 96,4 triệu USD, sau khi tổng hợp số liệu doanh thu và các khoản chi lại với nhau.
Một tuần trước khi phát hành tại thị trường Hoa Kỳ, Godzilla đại chiến Kong được công chiếu ở 38 quốc gia và vùng lãnh thổ và dự kiến sẽ thu về khoảng 70 triệu USD trong năm ngày đầu tiên ra mắt. Tại Trung Quốc, thị trường dự kiến sẽ đem về doanh thu ra mắt khoảng 50 triệu USD, tác phẩm đã thu về 21,5 triệu USD chỉ trong ngày đầu tiên công chiếu. Con số doanh thu ra mắt thực tế sau đó đã vượt ngoài dự đoán khi đạt mốc 123,1 triệu USD toàn cầu, trở thành phim phim Hollywood có doanh thu ra mắt toàn cầu cao nhất trong đại dịch. Các thị trường có doanh thu ra mắt cao nhất của Godzilla đại chiến Kong là Trung Quốc (69,2 triệu USD), Úc (5,8 triệu USD), México (5,3 triệu USD), Hàn Quốc (2,4 triệu USD) và Việt Nam (2,2 triệu USD).
Tại thị trường Mỹ và Canada, Godzilla đại chiến Kong dự kiến thu về khoảng 23 triệu USD trong năm ngày cuối tuần ra mắt, trong khi con số ước tính trước thời điểm đại dịch COVID-19 diễn ra là 68 triệu USD. Phim thu về 9,6 triệu USD từ 2.409 rạp chiếu phim trong ngày đầu tiên công chiếu, đây là số liệu khả quan nhất trong thời điểm đại dịch đang diễn ra. Sau khi thu về 6,7 triệu USD vào ngày công chiếu thứ hai, con số doanh thu dự kiến trong 5 ngày đầu công chiếu đã được nâng lên mức 30–40 triệu USD. Với con số 3.064 rạp có suất chiếu phim vào thứ Sáu, tác phẩm tiếp tục ra mắt với 32,2 triệu USD trong ba ngày cuối tuần (tổng 48,5 triệu USD trong năm ngày), trở thành phim điện ảnh có doanh thu dịp cuối tuần mở màn cao nhất trong đại dịch. Trang Collider giải thích rằng số liệu doanh thu phòng vé ấn tượng của bộ phim là kết quả của "hiệu ứng truyền miệng tích cực." Bộ phim thu về 13,3 triệu USD trong dịp cuối tuần thứ hai ra mắt, giữ vững vị trí quán quân bảng xếp hạng doanh thu phòng vé tuần và trở thành phim điện ảnh phát hành nội địa có doanh thu cao nhất trong thời kỳ đại dịch (vượt con số 58,5 triệu USD của Tenet).

### Đánh giá chuyên môn
Godzilla đại chiến Kong nhận được nhiều lời khen ngợi từ giới chuyên môn. Trên hệ thống tổng hợp kết quả đánh giá Rotten Tomatoes, phim nhận được 76% lượng đồng thuận dựa theo 364 bài đánh giá, với điểm trung bình là 6,4/10. Các chuyên gia của trang web nhất trí rằng, "Đúng như tiêu đề của phim, Godzilla đại chiến Kong đã giản lược hoàn toàn quá trình phát triển nhân vật cũng như mâu thuẫn giữa con người để mang đến những cảnh tượng choáng ngợp mà bạn hằng mong đợi từ những con quái thú khổng lồ." Trên trang Metacritic, phần phim đạt số điểm 59 trên 100, dựa trên 57 nhận xét, chủ yếu là những ý kiến trái chiều. Lượt bình chọn của khán giả trên trang thống kê CinemaScore cho phần phim điểm "A" trên thang từ A+ đến F, trong khi đó trang PostTrak cho biết 86% số khán giả cho phim phản hồi tích cực, với 74% cho biết họ sẽ giới thiệu bộ phim tới bạn bè.
Richard Roeper từ Chicago Sun-Times chấm bộ phim 3 trên 4 sao với lời bình: "Godzilla đại chiến Kong là kiểu phim bạn có thể quên gần như ngay lập tức sau khi xem xong — nhưng đồng thời nó cũng là kiểu phim sẽ khiến bạn quên đi mọi thứ xung quanh trong khi đang thưởng thức." Jamie Graham từ Total Film bộ phim 3 trên 5 sao với lời cảm thán: "Lần đầu tiên được xem những con quái vật nổi tiếng này cùng đứng chung trong một màn ảnh kể từ King Kong vs. Godzilla năm 1963, trong một loạt những trận chiến được dàn dựng công phu."
Alonso Duralde từ TheWrap thì nghĩ rằng thương hiệu đã đã "từ bỏ tất cả, chỉ để lại những trận chiến quái vật" và viết: "Đúng, rõ ràng là không ai ra rạp xem những bộ phim như này vì những nhân vật đầy nội tâm hay những âm mưu trong cốt truyện hay thậm chí là những ẩn dụ về môi trường và công nghiệp hóa. Đây mới là thứ cần lưu ý, mặc dù — [những yếu tố đó] rất hữu ích để lấp đầy khoảng trống giữa những trận chiến quái vật, và bạn sẽ thấy thiếu khi nó không có ở đó. Nhưng những trận chiến này cảm giác chỉ được làm cho có lệ, nên là chúng ta đang làm gì ở đây cơ chứ?" John Nugent từ Empire chấm tác phẩm 2 trên 5 sao với lời bình: "Godzilla đại chiến Kong chủ yếu giữ đúng lời hứa về một trận chiến giữa hai con quái vật khổng lồ. Và [tác phẩm] chỉ phụ thuộc vào việc bạn có sẵn sàng chịu đựng phần bối cảnh được dàn dựng một cách tồi tàn ấy hay không." Bình luận cho The Age, Jake Wilson chấm Godzilla đại chiến Kong 2,5 trên 5 sao kèm lời nhận xét: "[Đóng vai trò] kiểm soát sự hỗn mang này chính là đạo diễn Adam Wingard, người bắt đầu [sự nghiệp] bằng những bộ phim kinh dị tàn nhẫn kinh phí thấp trước khi trở thành nòng súng của các hãng phim. Hoàn toàn không còn dấu vết từ phong cách cũ của anh [trong tác phẩm này]."